# Address Verification System
Das Address Verification System (AVS) ist ein System, um die Identität einer Person, die eine Kreditkarte besitzt, zu überprüfen. Das System überprüft die angegebene Adresse auf der Kreditkarte mit den Angaben der Rechnungsadresse. Weitere Sicherheitsoptionen für die Kreditkarte beinhalten die CVV2-Nummer und das Ablaufdatum.
Beispiel: AVS vergleicht die Rechnungsadresse eines Kreditkartenhalters. Die Adresse ist z. B. 101 Main Street, Highland, CA 92346. Das AVS überprüft 101 und 92346. Manchmal überprüft das AVS auch noch weitere Daten wie die Appartementnummer.
Von E-Commerce-Onlineshops (speziell in USA) werden dann falsche Daten zurückgegeben, wenn z. B. die deutsche Schreibweise des Straßennamens und Hausnummer angegeben werden.
Fehlermeldung: „The transaction resulted in an AVS mismatch. The address provided does not match billing address of cardholder.“
Bei MasterCard und Visa ist dieser Service nur für Kreditkarten verfügbar, die in den USA ausgegeben wurden. American Express bietet das Address Verification System für alle Karten an.